# S/2017 J 7
S/2017 J 7 (Jupiter LXVIII) は、木星の第68衛星である。
2017年にスコット・S・シェパードが率いる観測チームによって発見され、S/2017 J 7 という仮符号が与えられた。発見にはマゼラン望遠鏡、すばる望遠鏡、セロ・トロロ汎米天文台が用いられており、翌2018年7月17日の小惑星センターのサーキュラーで発見が報告された。その後9月25日に Jupiter LXVIII という確定番号が与えられた。なお2018年時点では衛星への命名は行われていない。
S/2017 J 7 の軌道傾斜角は 143.4° で、木星の自転とは逆向きに公転する逆行衛星である。木星から1930万kmと2270万kmの間の距離を逆行軌道で公転し、軌道傾斜角が 150° 前後の不規則衛星のグループであるアナンケ群に属していると考えられる。